# كريستوفر رودي
كريستوفر رودي (بالإنجليزية: Christopher Ruddy)‏ (و. 1965 – م) هو كاتب، وصحفي من الولايات المتحدة الأمريكية .
وهو عضو في الحزب الجمهوري .

## التعليم
تعلم في كلية لندن للاقتصاد.

## روابط خارجية
- كريستوفر رودي على موقع إن إن دي بي (الإنجليزية)